# National Reconnaissance Office
O Escritório Nacional de Reconhecimento (em inglês:  National Reconnaissance Office - NRO) é uma agência de inteligência estadounidense que projeta, constrói e opera os satélites espiões do governo dos Estados Unidos, e fornece informações por satélite para várias agências do governo, particularmente inteligência de sinais (SIGINT) para a CIA e NSA, a inteligência de imagens (IMINT) para a Agência Nacional de Informação Geoespacial (NGA), e MASINT e Departamento de Defesa Americano.

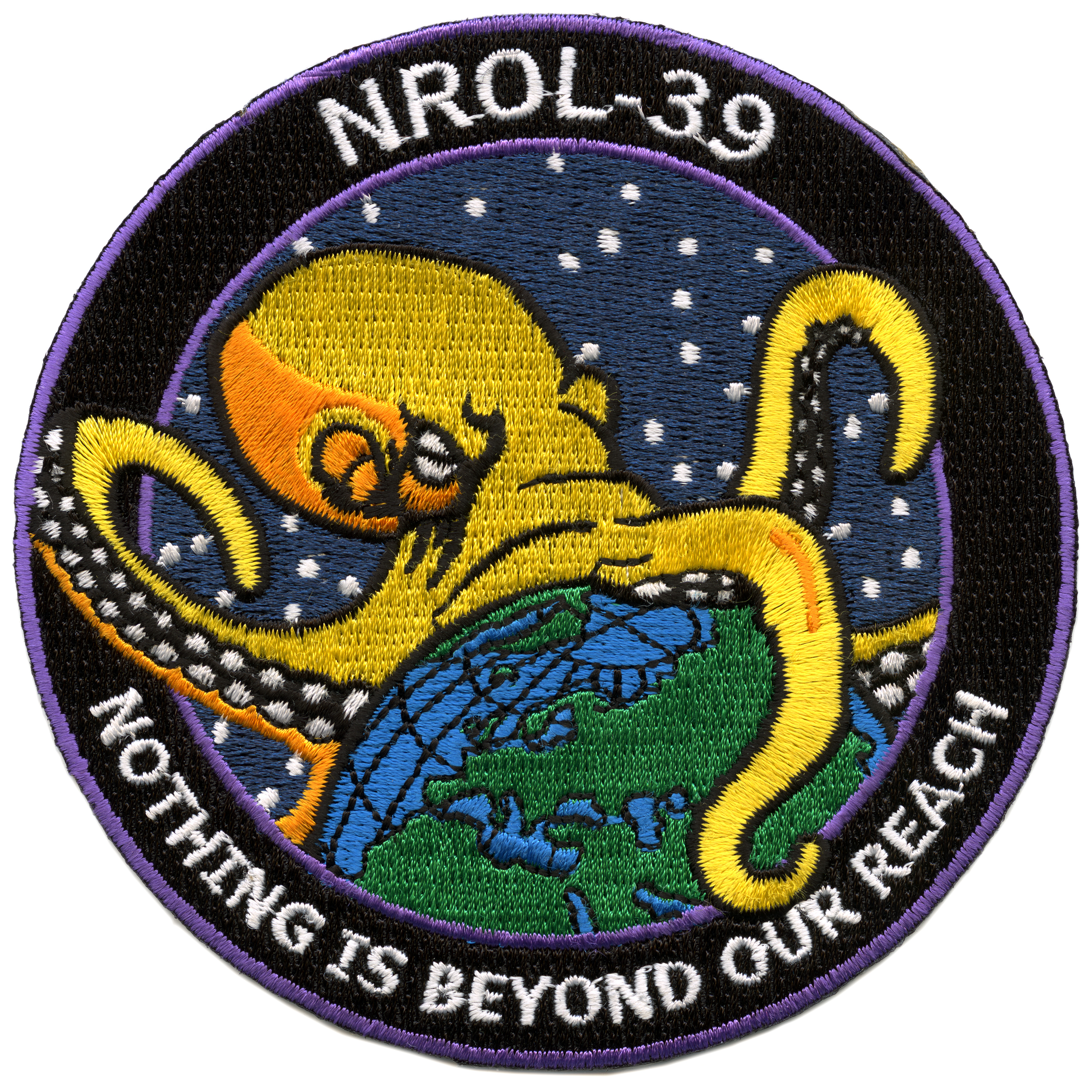
Logo usado pelo satélite NROL-39 da NRO, um polvo agarrando o Globo e dizendo: "Nada está fora do nosso alcance."

Da sua fundação em 1961 até 1992 a existência da agência foi completamente secreta, com governo americano negando sua existência. Em 1992, a existência da NRO foi revelada em 1992 quando a existência, missão e detalhes da agência foram desconfidencializados.